# معاملة المثليين في بنين
يواجه الأشخاص من المثليين والمثليات ومزدوجي التوجه الجنسي والمتحولين جنسياً (اختصاراً: LGBT) في بنين تحديات قانونية واجتماعية لا يواجهها غيرهم من المغايرين جنسيا. يعتبر النشاط الجنسي بين الرجال وبين النساء قانونيا في بنين،وولكن يواجه الأشخاص من مجتمع المثليين وصمة عار بين السكان. كما أن المنازل التي يعيش فيها الشركاء المثليون غير مؤهلة للحصول على نفس الحماية القانونية المتاحة للأزواج المغايرين، مع وجود عدة تقارير تتحدث عن مستوى عالي من التمييز والانتهاكات ضد مجتمع المثليين.

## قانونية النشاط الجنسي المثلي
يعتبر النشاط الجنسي المثلي بين بالغين بالتراضي فوق سن ال21 قانونية في بنين. قانون العقوبات المعمول به في بنين هو نفسه قانون العقوبات الخاص بغرب أفريقيا الفرنسي والذي تم اعتماده بمرسوم استعماري فرنسي في 6 مايو عام 1877. حدد تعديل جرى عام 1947 لقانون العقوبات الذي يعود لعام 1877 الحد الأدنى العام لسن الممارسة الجنسية مع طفل من كلا الجنسين بـ13 عاماً، ويُعاقب القانون أي فعل غير لائق أو ضد الطبيعة يتم ارتكابه مع شخص من نفس الجنس تحت سن الـ21 سنة: «مع عدم الإخلال بعقوبات أشد تم النص عليها في فقرات سابقة أو في المادة رقم 332 والمادة رقم 333 من هذا القانون، يُعاقب بالحبس بمدة تتراوح من ستة أشهر إلى ثلاث سنوات وغرامة من 200 إلى 50,000 فرنك أي شخص يرتكب فعل منافي للحشمة أو (فعل) ضد الطبيعة مع قاصر...من نفس الجنس تحت ال21 سنة».
نصت المادة رقم 88 من مشروع قانون عقوبات بنين التي تعود لعام 1996 على أن: «أي شخص يرتكب فعل منافي للحشمة أو فعل ضد الطبيعة مع شخص من نفس الجنس سيتم معاقبته بالسجن من 1 إلى 3 سنوات وغرامة قدرها 100,000 إلى 500,000 فرنك.» لم يتم التصويت على مسودة العقوبات هذه.
رداً على المراجعة الدورية الشاملة لمجلس حقوق الإنسان عام 2008، ذكر ممثل بنين: ”(بخصوص) مسألة المثلية الجنسية، فإن هذه الظاهرة معروفة ولكنها هامشية. لن تسمح العائلات أبداً لأطفالها بأن يُأخذوا إلى المحكمة لمثل هذه الجريمة، لذلك لم يتم إقرار أي حكم جنائي، على الرغم من أنه منصوص عليه من قبل القانون“. ولكن هذا الرد الرسمي غير دقيق لأن الجمعية الوطنية لبنين وافقت على إعادة النظر في قانون العقوبات في كل من الأعوام 1996 و2001 و2008 و2010 ولكن لم يتم حتى الآن تنظيم قانون عقوبات معاصر يُعالج النشاط المثلي. وبالتالي فإن القانون الوحيد المعمول به فيما يتعلق بالعلاقات المثلية هو في الواقع القانون العائد للعام 1949، والذي يحدد سناً غير متكافئة فيما يتعلق بقانونية العلاقات الجنسية المغايرية والعلاقات الجنسية المثلية.
في 4 مارس عام 2013، دعا السفير الفرنسي وزير عدل دولة بنين لعقد اجتماع لمناقشة رد بنين الرسمي على المراجعة الدورية الشاملة لمجلس حقوق الإنسان عام 2012. حيث أن بنين رفضت توصيات من عدة دول دعت فيها إلى تحسين وضع الأشخاص من مجتمع المثليين في البلاد. ولكن في اجتماع 4 مارس، تحول الوزير إلى نائبة مديره التي قالت في وقت لاحق: «سيتم تصحيح بعض الأمور.»
من بين القوانين المقترحة في بشأن النشاط الجنسي المثلي هو مشروع قانون العقوبات التي تعود لشهر أكتوبر من عام 2008، والتي لم يتم التصويت عليها. وخلافاً لمسودة عام 1996؛ لا يشمل مشروع القانون عام 2008 من قانون العقوبات أي إشارة لعقاب بالغين بالتراضي يمارسان علاقة جنسية مثلية على انفراد:
"القسم الرابع: الجرائم الأخلاقية

"الفقرة 1: الغضب العام من الاعتداء على الحشمة.

"المادة 542: يُعاقب كل من قام بارتكاب إهانة للآداب العامة بالحبس من ثلاثة أشهر إلى سنتين وبغرامة تتراوح من خمسين ألف حتى مئتان وخمسين ألف فرنك.
"المادة 543: أي جريمة غير لائقة تُرتكب أو يُحاول ارتكابها دون عنف أو إكراه أو مفاجأة على شخص قاصر دون الخامسة عشرة من العمر، يُعاقب مرتكبها بالسجن من 3 إلى 5 سنوات وبغرامة من 50,000 فرنك إلى 250,000 فرنك أو بإحدى هاتين العقوبتين.
"وعلى الرغم من العقوبات المشددة المنصوص عليها في الفقرة السابقة أو المادة 545 من هذا القانون، يعاقب أي شخص يرتكب فعلاً منافياً للحشمة أو عملاً ضد الطبيعة مع طفل من نفس الجنس بالحبس من 6 أشهر إلى 3 سنوات وغرامة من 50,000 - 250,000 فرنك.
«ومع ذلك، يُعاقب هتك عرض قاصر ذو خمسة عشر عاماً بالسجن من 5 حتى 10 سنوات وبغرامة تتراوح من عشرين ألف فرنك حتى مليون فرنك أو بإحدى هاتين العقوبتين فقط عند ارتكابها أو محاولة ارتكابها إما بالعنف أو بالإكراه أو بالمفاجأة، أو إذا كان المرتكب وصياً شرعيا أو طبيعياً أو بالتبني للضحية أو من قبل شخص له سيطرة عليه أو عليها، أو من قبل شريكين أو أكثر أو حتى من قبل الشخص الذي أساء استخدام السلطة المخولة إليه بموجب مهامه.»

## الاعتراف القانوني بالعلاقات المثلي
لا يوجد اعتراف قانوني بالعلاقات المثلية.
اعترفت الحكومة بالعلاقات المثلية من أعضاء السلك الدبلوماسي الملحق في بنين عن طريق منح تأشيرات وحصانة دبلوماسية للشركاء المثليين للدبلوماسيين الأجانب في بنين.

## الحماية من التمييز
لا توجد حماية قانونية ضد التمييز على أساس التوجه الجنسي أو الهوية الجندرية، على الرغم من أن المادة 36 من دستور بنين تقول: «كل مواطن وجب عليه احترام نسبه دون أي تمييز؛ والحفاظ على العلاقات مع الآخرين والتي تسمح لصون وتعزيز وتشجيع الاحترام والحوار والتسامح المتبادل بهدف السلام والتماسك الوطني».

## ظروف الحياة
في بداية عام 2013، كان هناك ما يقرب من تسع جمعيات للمثليين في بنين تعمل في كوتونو وبورتو نوفو وباراكو. ومن بين الجمعيات، «بنين يسنرجي بليس» (بالفرنسية: Bénin Synergie Plus)‏؛ «اتحاد التسامح» (بالفرنسية: l'Union pour la Solidarité)‏، «التعاون والتطور» (بالفرنسية: l'Entraide et le Développement)‏؛ «الأصحاب دون صوت» (بالفرنسية: les Amis de Sans Voix)‏؛ «ابتلاع (الطائر) نادي بنين» (بالفرنسية: Swallow (the bird) Club of Benin)‏؛ «كلنا مولودون أحرارا ومتساووين» (بالفرنسية: et Tous Nés Libres et Egaux)‏.
وجد تقرير حقوق الإنسان لوزارة الخارجية الأمريكية عام 2012 أنه: «لم ترد تقارير عن قضايا جنائية تتعلق بالمثلية الجنسية. ولم ترد تقارير عن تمييز مجتمعي أو عنف على أساس التوجه الجنسي لشخص ما.»
ومع ذلك، فإن تقرير وزارة الخارجية الأمريكية غير مكتمل بشكل خطير. يواجه السكان المثليين والمثليات ومزدوجي التوجه الجنسي والمتحولين جنسيا في بنين المنفتحين بشأن توجههم الجنسية التمييز والتحرش والعنف والابتزاز:
- على الرغم من عدم وجود أدلة ضده سوى صديق يرد بالإيجاب على سؤال أحد ضباط الشرطة بشأن المثلية الجنسية، فقد قضى أجنبي شهرين في سجن بنيني في عام 2006 في انتظار محاكمته بتهم ملفقة من المحتمل أن تتعلق بالغضب ضد اللياقة العامة على أساس مثليته الجنسية. ومن حسن الحظ أنه سرعان ما حصل على كفالة قدرها 700.000 فرنك، لكنه لم يسمع شيئًا منذ ذلك الحين ويمكن إعادة فتح قضيته في أي يوم.
- هوجمت امرأة متحولة جنسياً من بنين في باراكو في عقد 2000 بسكين وأصيبت ندوب واسعة النطاق على ذراعها.
- قامت «هيروندال كلاب بنين» (بالفرنسية: Hirondelle Club Bénin)‏، وهي جمعية للمثليين تم إنشاؤها في مارس 2013 ومقرها في كوتونو، بتوثيق 15 مراهقا مشردا طردوا من منازلهم بسبب توجههم الجنسي في أبريل 2013.

في 17 مايو 2013، نظمت جمعيات المثليين في كوتونو حدثًا عامًا بمناسبة اليوم العالمي لمناهضة رهاب المثلية ورهاب ازدواجية التوجه الجنسي ورهاب التحول الجنسي في المعهد الفرنسي في كوتونو الذي اجتذب جمهورًا متنوعًا من 200 شخص. ربما ولأول مرة جلب ذلك نقاشا مفتوحا بينينيا للتعبير عن دعمهم للأسئلة والشواغل والمخاوف بشأن المثلية الجنسية في بنين. عرّف عديد من الأشخاص لشكل علني على أنهم مثليون، وعدة أشخاص آخرين على أنهم معادين للمثليين.
تم إنشاء صفحة فيسبوك، «كلنا مولودون أحرارا ومتساووين» (بالفرنسية: et Tous Nés Libres et Egaux)‏، لتعزيز التسامح مع التنوع البشري والقضاء على جميع أشكال التمييز في بنين، وخاصة رهاب المثلية.

## ملخص
| قانونية النشاط الجنسي المثلي                                                                  | (كان دوما قانونيا)                  |
| المساواة في السن القانوني للنشاط الجنسي                                                       | No                                  |
| قوانين مكافحة التمييز في التوظيف                                                              | No                                  |
| قوانين مكافحة التمييز في توفير السلع والخدمات                                                 | No                                  |
| قوانين مكافحة التمييز في جميع المجالات الأخرى (تتضمن التمييز غير المباشر، خطاب الكراهية)      | No                                  |
| قوانين مكافحة أشكال التمييز المعنية بالهوية الجندرية                                          | No                                  |
| زواج المثليين                                                                                 | No                                  |
| الاعتراف القانوني بالعلاقات المثلية                                                           | No                                  |
| تبني أحد الشريكين للطفل البيولوجي للشريك الآخر                                                | No                                  |
| التبني المشترك للأزواج المثليين                                                               | No                                  |
| يسمح للمثليين والمثليات ومزدوجي التوجه الجنسي والمتحولين جنسيا بالخدمة علناً في القوات المسلحة | No                                  |
| الحق بتغيير الجنس القانوني                                                                    | No                                  |
| علاج التحويل محظور على القاصرين                                                               | No                                  |
| الحصول على أطفال أنابيب للمثليات                                                              | No                                  |
| الأمومة التلقائية للطفل بعد الولادة                                                           | No                                  |
| تأجير الأرحام التجاري للأزواج المثليين من الذكور                                              | (غير قانوني للأزواج المغايرين كذلك) |
| السماح للرجال الذين مارسوا الجنس الشرجي التبرع بالدم                                          | No                                  |